# Partito Nazionale Britannico
Il Partito Nazionale Britannico (in inglese British National Party, BNP) è un partito politico britannico di estrema destra, fondato nel 1982. È stato a lungo guidato da Nick Griffin, che in seguito ha lasciato il partito. Il suo leader è Adam Walker e ha sede a Wigton, contea della Cumbria, nella regione Nord Ovest. Promuove il razzismo scientifico e ritiene valida la teoria del complotto sul genocidio bianco e la teoria del complotto sul piano Kalergi.

## Storia
Il British National Party nacque nel 1982 raccogliendo l'eredità del fascismo britannico di sir Oswald Mosley, fondatore dell'Unione Britannica dei Fascisti e poi dell'Union Movement, e buona parte dell'elettorato del Fronte Nazionale Britannico, ma non ha mai raccolto molti voti.
Alle elezioni generali del 2005 ebbe lo 0,7% dei voti (8° partito su scala nazionale), non riuscendo però ad eleggere nessun rappresentante. Alle elezioni amministrative, il numero dei consiglieri BNP è passato da 84 a 100, ottenendo anche un consigliere all'Assemblea di Londra (London Assembly) che ne conta 25.

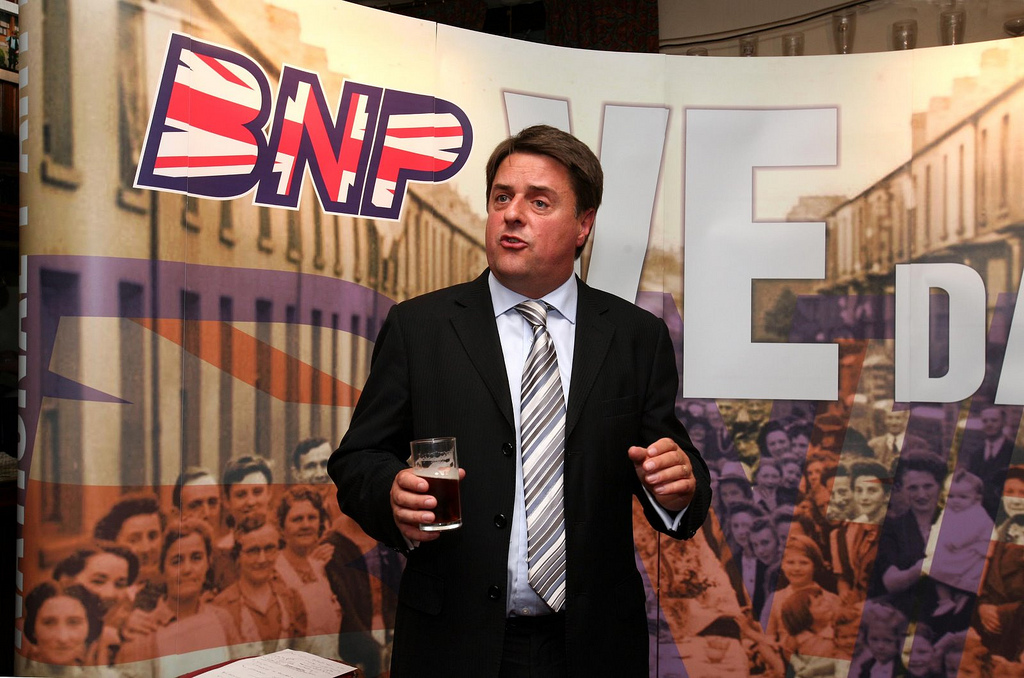
Nick Griffin

Alle elezioni europee del 2009, nonostante abbia ottenuto un minor numero di voti di quanto previsto (6,2% nella sola Gran Bretagna, i sondaggi indicavano dal 7 all'11%), ha potuto eleggere ben due deputati al Parlamento Europeo (Nick Griffin e Andrew Brons). Il raggiungimento di tale risultato, inedito per il BNP, ha dato vita ad accesi dibattiti in tutto il Regno Unito.
Alle Elezioni europee del 2014 il partito ottiene solo l'1,11% dei voti e non elegge nessun eurodeputato, confinato all'estrema destra, anche sui temi nazionalisti, dai Conservatori e dai populisti di destra dell'UKIP.
Nel luglio 2014 Griffin cedette la leadership del partito ad Adam Walker. Nell'ottobre successivo viene espulso dal partito, a causa di gravi contrasti politici con il nuovo leader, e fonda il British Unity Party, più estremista e parte dell'Alleanza per la Pace e la Libertà.

## Programma
Nel programma del BNP ci sono la lotta all'immigrazione e la deportazione degli immigrati clandestini nei loro paesi di origine, l'antislamismo,  la reintroduzione della pena di morte per chi uccide bambini o ufficiali di polizia e l'opposizione all'aborto. Sostiene che solo i bianchi possono essere cittadini del Regno Unito.
Sotto la segreteria di John Tyndall, il BNP enfatizzava l'antisemitismo e il negazionismo dell'Olocausto, promuovendo la teoria del complotto giudaico secondo cui gli ebrei cercano di dominare il mondo sia attraverso il comunismo che il capitalismo internazionale. Sotto Griffin, l'attenzione del partito passò dall'antisemitismo all'islamofobia, talvolta manifestando lo storico anticattolicesimo della Chiesa anglicana. Promuove il protezionismo economico, l'euroscetticismo e una trasformazione della democrazia liberale, mentre le sue politiche sociali si oppongono al femminismo, ai diritti LGBT e ad una società permissiva.

## Presidenti
| Presidente   | Periodo                            | Durata               |
| ------------ | ---------------------------------- | -------------------- |
| John Tyndall | 7 aprile 1982 – 27 settembre 1999  | 17 anni e 173 giorni |
| Nick Griffin | 27 settembre 1999 – 21 luglio 2014 | 14 anni e 297 giorni |
| Adam Walker  | 21 luglio 2014 – in carica         | 10 anni e 240 giorni |